# Józef Zapędzki
Józef Zapędzki, född 11 mars 1929 i Kazimierówka, död 15 februari 2022, var en polsk sportskytt.
Zapędzki blev olympisk guldmedaljör i pistol vid sommarspelen 1968 i Mexico City och 1972 i München.